# Donatan & Cleo
Donatan and Cleo serão os representantes da Polónia no Festival Eurovisão da Canção 2014, em Copenhaguem, Dinamarca, com sua canção "My Słowianie".